# Тодд Локвуд
Тодд Локвуд (англ. Todd Lockwood; нар. 1957) — американський художник-фантаст і ілюстратор. В кінці 1990-х — початку 2000-х років — художній редактор видавництва Wizards of the Coast.
Тодд найбільше відомий по ілюстраціях і колекційним картками до ігор серії Dungeons & Dragons, обкладинках до книжок  Роберта Сальваторе, Елейн Каннінгем, робіт по Всесвіту Forgotten Realms і Dragonlance.

## Біографія
Тодд народився 9 червня 1957 року в м. Боулдер, Колорадо. З дитинства був шанувальником фантастики, зокрема, серіалу «Star Trek», а також гравцем в Dungeons & Dragons. Своїми кумирами називає Френка Фразетті і  Майкла Велана. Закінчив в 1981 році з відзнакою художній інститут Колорадо в Денвері. У тому ж році завоював срібну медаль на щорічному фестивалі художніх редакторів. Деякий час працював в журналі, присвяченому космічним  супутникам.
Його кар'єра зробила несподіваний поворот після участі у фестивалі Worldcon — 1995. На цьому конвенті Тодд завоював кілька премій і був помічений редакторами журналів фантастичною і ігровий тематики. Після цього Локвуд розірвав контракт зі своїм агентством в Нью-Йоркі і переїхав в  Вашингтон, де працював у видавництві  TSR і, згодом, його спадкоємця Wizards of the Coast.
В даний час пішов зі штату видавництва у фріланс, але продовжує малювати обкладинки до книг по Forgotten Realms і Dragonlance.

## Нагороди
- 1995: World Fantasy Art Show Award краща монохромна ілюстрація за Cerberus
- 1996: World Fantasy Art Show Award краща монохромна ілюстрація за Kali
- 1996: Chesley Awards найкраща монохромна ілюстрація за Cerberus
- 1997: Chesley Award найкраща внутрішня ілюстрація за Death Loves Me, для журналу Realms of Fantasy
- 1998: Chesley Award найкраща обкладинка за Black Dragon, для журналу Dragon magazine
- 1999: Chesley Award найкраща ігрова ілюстрація за обкладинку до ігрового модулю «15-річчя Dragonlance»
- 2001: Chesley Award 2001 найкраща обкладинка за Swashbuckler, для журналу Dragon magazine
- 2003: Chesley Award 2003 найкраща обкладинка за The Thousand Orcs для видавництва Wizards of the Coast
- 2003: Chesley Award 2003 найкраща обкладинка за Hellfire Dragon для журналу Dragon magazine
- 2003: Chesley Award 2003 найкраща ігрова ілюстрація за обкладинку City of the Spider Queen, ігровий модуль Dungeons & Dragons
- 2004: Chesley Award 2004 року за заслуги в галузі мистецтва.
- 2004: Chesley Award 2004 найкраща обкладинка за Tangled Webs for Wizards of the Coast
- 2004: Chesley Award 2004 найкраща внутрішня ілюстрація за Crossing Into Empire, для журналу Realms of Fantasy
- 2004: Chesley Award 2004 найкраща ігрова ілюстрація за Draconomicon, доповнення Dungeons & Dragons accessory для видавництва Wizards of the Coast